# Porphyrinia ostrina
Porphyrinia ostrina är en fjärilsart som beskrevs av Jacob Hübner 1808. Porphyrinia ostrina ingår i släktet Porphyrinia och familjen nattflyn. Inga underarter finns listade i Catalogue of Life.